# Noyau planétaire
Ne doit pas être confondu avec Noyau cométaire.
Pour les articles homonymes, voir Noyau.
 (septembre 2014).
Si vous disposez d'ouvrages ou d'articles de référence ou si vous connaissez des sites web de qualité traitant du thème abordé ici, merci de compléter l'article en donnant les références utiles à sa vérifiabilité et en les liant à la section « Notes et références ».
Le noyau d'une planète est, quand il existe, la partie centrale sphérique au cœur de sa structure, composée d'une phase dense, a priori métallique.
La Terre et Vénus possèdent chacune un noyau planétaire de taille importante, de l'ordre d'un dixième en volume de la planète. La structure en densité de ces planètes, inférée de leurs densités moyennes et de leurs moments d'inertie, ainsi que les renseignements apportés par les vitesses des diverses ondes sismiques, le champ géomagnétique, et les météorites, de fer d'une part et celles primitives (chondrites) d'autre part, sont les arguments majeurs pour affirmer que ces noyaux sont essentiellement composés de fer métal (~ 85 %), de nickel (~ 7 %) et d'éléments légers indéterminés (~ 5-10 %), probablement du silicium (~ 7 %) , de l'oxygène (~ 4 %) ou du soufre (~ 2 %),. Dans le cas de la Terre, les plus ou moins bonnes propagations des ondes sismiques P et S, la variation de la durée du jour sidéral et le diagramme d'état du fer laissent supposer la présence de deux couches : la graine ou noyau interne, cristallisé et donc solide au centre de notre planète, entouré du noyau externe, liquide, dont la convection serait responsable du champ géomagnétique interne par effet dynamo.

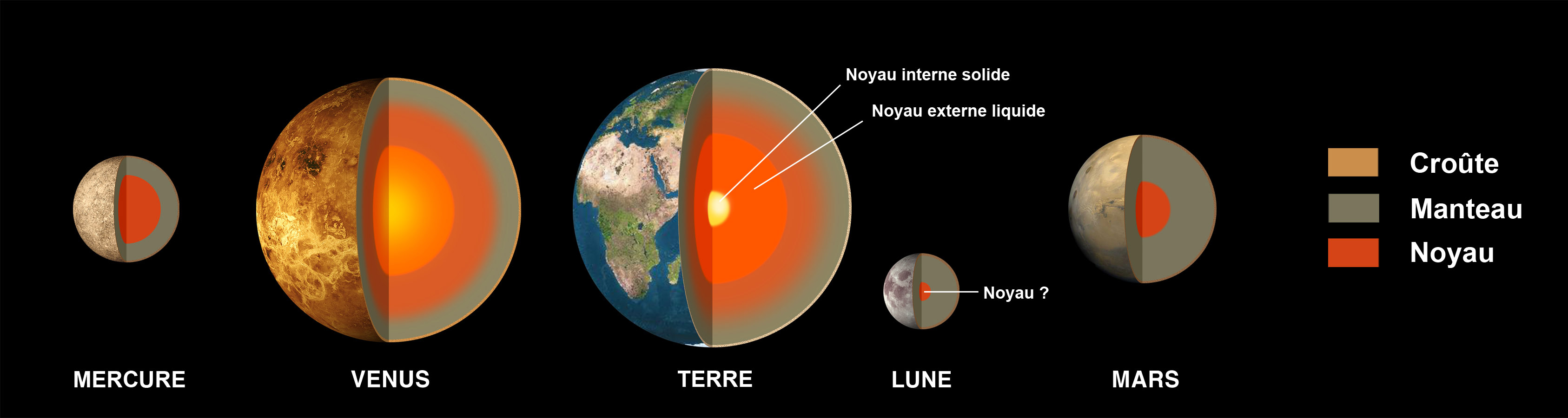
Noyaux de la Lune et des quatre planètes telluriques du Système solaire.

## Découverte du noyau terrestre
En 1798, Henry Cavendish calcula la densité moyenne de la Terre à 5,48 fois la densité de l'eau (amélioré plus tard à 5,53), ceci conduisit la communauté scientifique à admettre que l'intérieur de la Terre est beaucoup plus dense en son centre.
À la suite de la découverte des météorites métalliques, Emil Wiechert postula en 1898 que la Terre avait une composition similaire aux météorites métalliques, mais le fer a migré à l'intérieur de la Terre.
La première détection du noyau de la Terre est effectuée en 1906 par Richard Dixon Oldham.
En 1936, Inge Lehmann montre que le noyau liquide à l'intérieur de la Terre, mis en évidence par Beno Gutenberg en 1912, doit contenir une graine solide pour expliquer l'arrivée de certaines phases sur les sismogrammes. Ses travaux ont permis de déterminer la taille globale du noyau ainsi que les limites entre le noyau liquide externe et le noyau interne solide, interface d'ailleurs appelée discontinuité de Lehmann.

## La Lune et Mars
Avec la Terre, la Lune et (en 2021) Mars sont les seuls corps planétaires dont on ait déterminé avec certitude la taille du noyau, par l'analyse de signaux sismologiques.
Le rayon du noyau martien est compris entre 1 810 et 1 860 km, soit environ la moitié de celui du noyau terrestre. Ce résultat, nettement supérieur aux estimations basées sur la masse et le moment d'inertie, implique que le noyau martien contient des éléments légers, peut-être de l'oxygène, en plus du fer-nickel et du soufre.

## Autres planètes
Pour les autres planètes, il est difficile d'établir avec certitude les caractéristiques du noyau, en dehors de la Terre et de la Lune, la meilleure approche pour s'en assurer restant la méthode sismique (détectant les déformations d'ondes de choc sismique au passage au travers du noyau). L'étude du champ magnétique peut cependant fournir des indices intéressants. Selon les théories les plus communément admises, le champ magnétique terrestre est dû aux courants électriques qui parcourent le noyau externe (formé de métaux en fusion) circulant autour d'un noyau interne en fer solide, le mouvement de rotation provoquant un effet dynamo.

## Cas de Vénus et de Mars
Au contraire, à la surface de Mars, on n'observe qu'un champ magnétique fossile. Il semble indiquer que son noyau pourrait être totalement solidifié, mais que cette planète a possédé dans le passé un noyau fluide. L'absence de champ magnétique à la surface de Vénus est plus difficilement explicable. Il est peut-être dû à une vitesse de rotation trop faible ou à un noyau totalement fluide.
On peut noter qu'il y a un autre effet qui limite les mouvements de convection dans les noyaux de ces 2 planètes telluriques (les moins différentes de la Terre), et, pourtant, participe à l'absence de champ magnétique actif : l'absence de tectonique des plaques et de subduction dans le manteau.
En effet, la subduction (sur Terre) refroidit le manteau et participe à sa convection. Le gradient thermique du manteau est ainsi maintenu assez élevé, qui permet le refroidissement du noyau externe entretenant son gradient thermique et la cristallisation du noyau interne donc de sa démixtion chimique. Ces phénomènes entretiennent les mouvements de convection du noyau externe terrestre produisant le champ magnétique.
- Sur Mars, la croûte externe est sans doute épaisse et sans subduction, « isolant » d'autant mieux le manteau martien, qui aurait donc une température plus élevée (et uniforme) que la taille réduite de la planète pourrait le laisser penser. De plus, la gravité martienne relativement faible, limite d'autant les mouvements de convection. Le noyau martien a dû se refroidir rapidement au début, puis bien plus lentement, limitant les mouvements de convection dans le noyau liquide (résiduel ?).
- Sur Vénus, qui est a priori comparable à la Terre, les conditions extrêmes de sa surface empêchent la subduction : l'eau interstitielle des roches s'évapore et n'est pas renouvelée (contrairement à la Terre) et le reste continue sans doute à s'échapper. Cette eau a un rôle de lubrifiant dans les mouvements de fluage des roches, et son absence limite grandement la subduction. Son manteau rocheux doit être ainsi plus chaud que celui de la Terre et plus uniforme en température. Ce qui limite (peut-être complètement) le refroidissement du noyau, qui pourrait être encore entièrement liquide.